# John Morrison

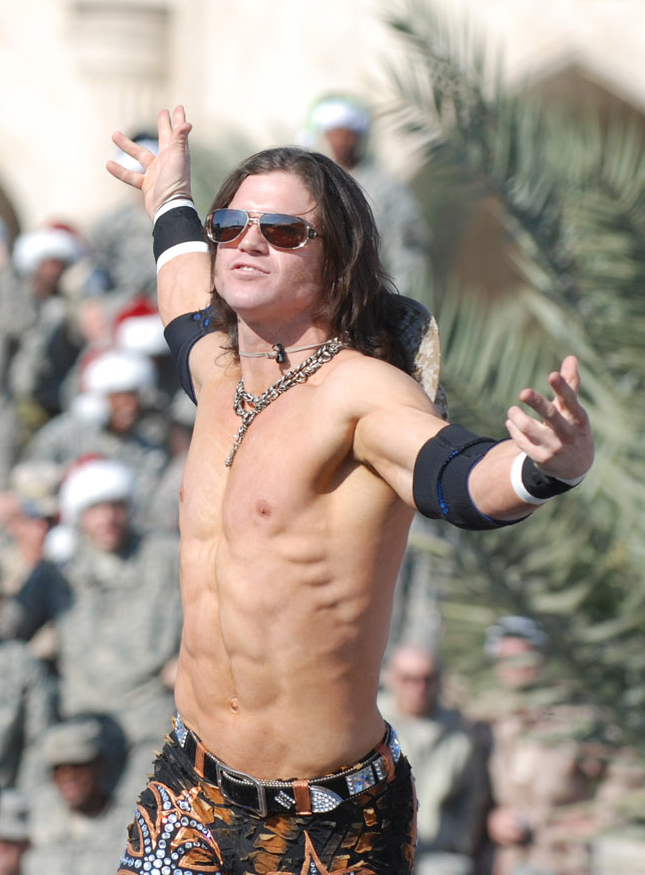
John Morrison před zápasem pro americké vojáky v Iráku

John Randall Hennigan (* 3. října 1979 v Los Angeles), je profesionální zápasník ve společnosti Major League Wrestling (MLW), zde vystupuje jako Johny Fusion . Nejvíce známým se stal jeho působením ve WWE, pod jménem John Morrison. Dříve vystupoval pod jménem Johnny Nitro. V ringu hrál také jako Johnny Blaze, Johnny Onyx, Johnny Spade či Johnny Superstar.
Hennigan má dvě sestry a vyrostl v Palos Verdes v Kalifornii, kde také vychodil střední školu. V roce 2002 vystudoval University of California. Jako své oblíbené zápasníky uvádí jména Shawn Michaels, Randy Savage a Curt Hennig.

## Kdo přežije
V roce 2018 se zúčastnil 37. série reality show Kdo přežije. Díky svému životnímu postavení byl zařazen do kmene Goliášů, díky své postavě se stal jejich nejtypičtějším představitelem. Po sloučení kmenů měl Henniganův kmen nad Davidy početní převahu, avšak menšinová aliance použila různé výhody, pomocí kterých postupně vyřazovala členy Goliášů. Jejich první obětí se stal právě John, který vypadl po správném zahrání skrytého symbolu imunity. Skončil tak na 12. místě a stal se druhým členem poroty.